# Peggy Zlotkowski
Peggy Zlotkowski (Monflanquin, 31 marzo 1972) è una modella francese, vincitrice del titolo di Miss Francia 1989.
Di origini russe e polacche, Peggy Zlotkowski è stata eletta quarantaduesima Miss Francia, dopo essere stata incoronata Miss Aquitaine 1988. Si trattò della prima volta nella storia del concorso che due Miss Aquitaine (lei e la successiva Gaëlle Voiry) venissero elette Miss Francia in due anni consecutivi.